# Píď

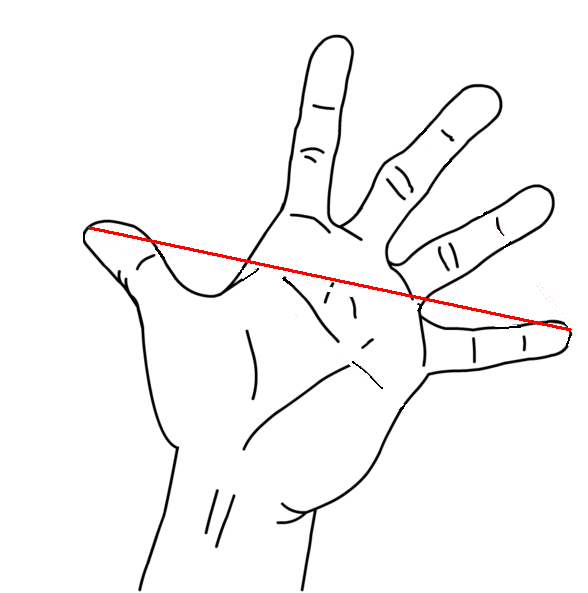
Velká píď

Píď je stará délková míra, užívaná v mnoha kulturách a odvozená z rozměrů lidské ruky. Nejběžnější, tak zvaná velká píď odpovídá přibližně 20 cm a je odvozena od rozpětí konců roztažených prstů ruky, palce a malíčku. "Měřilo" se tak, že člověk roztáhl oba prsty pravé ruky co nejdále od sebe, přiložil palec k levému konci měřeného předmětu, malíček přitiskl tam, kam až dosáhl, a palec k němu přisunul. Malíček opět natáhl co nejdál a tak pokračoval až k pravému konci předmětu Tento opakovaný pohyb se počítal a nazýval se pídění.
V Čechách byla píď později definována jako jedna třetina lokte, to je asi 19,7 cm, podle Hájkovy kroniky odpovídala jedna píď 10 prstům.

## V jiných jazycích
- Angličtina – span , 9 palců, asi 23 cm
- Francouzština - empan, 8 palců, asi 20 cm
- Italština - palmo, asi 24,9 cm
- Němčina – Spanne
- Polština – piędź, asi 22,3 cm
- Portugalština - palmo, asi 20 cm
- Řečtina – σπηθαμε
- Slovenština – piaď
- Španělština - palmo, asi 21 cm
- Švédština– spann
- Korejština - 뼘

## Měření úhlů
Velká píď, rozpětí palce a malíčku ruky, může sloužit i pro přibližné měření úhlů, například v astronomii: píď na natažené paži odpovídá asi 20°.

## Zajímavosti
- Slovo píď užívá český frazeologismus neustoupit ani o píď (neuhnout ani o sebemenší kousek) a jsou od něho odvozeny výrazy složením pidi- (s významem malý) a výrazu předmětu, například pidimuž (tedy mužík, vysoký jednu píď), pidinůž nebo expresivní pidižvík.
- Od pohybu pídění je odvozena píďalka i slovesa pídit se či dopídit se, tedy dosáhnout něčeho po malých úsecích, po pídích.